# Eduard Grell
August Eduard Grell, född 6 november 1800 i Berlin, död där den 10 augusti 1886, var en tysk tonsättare.
Grell, som var elev till bland andra Carl Friedrich Zelter, blev vid 17 års ålder organist vid Nikolaikyrkan och 1839 vid hovdomkyrkan. 1832 blev han vice dirigent för Singakademie, och var 1851-1976 dess förste dirigent. 1851-1886 var han kompositionslärare vid konstakademien, där han hade Otto Dienel som elev, och från 1883 teologie hedersdoktor vid Berlins universitet. 
Grell skrev företrädesvis vokalverk i 1500-talets konstfulla stil, främst en 16-stämmig mässa a cappella komponerad 1861. 1899 skrev Gottfried Heinrich Bellermann en biografi om honom.